# Adikia
Nella mitologia greca, Adikia (in greco: Ἀδικία) è la dea dell'ingiustizia e dell'errore. Figura orrenda, viene rappresentata nell'atto di essere strangolata da Diche.